# زريابي كريم
زريابي كريم (مواليد 25 سبتمبر 1966، أفنيون) هو لاعب كرة قدم وسياسي فرنسي من أوروبا إيكولوجيا- الخضر، عضو في البرلمان الأوروبي.
دعم مرشح حزب النهضة إيمانويل ماكرون في الانتخابات الرئاسية الفرنسية 2017.

## العائلة
اثنان من أجداده الثلاثة الجزائريين من العرب وواحد من أجداده فرنسي. هو ابن لأب جزائري وأم فرنسية من أصل جزائري. وهو أب لأربعة أطفال.

## تحقيق قضائي
في 2 يوليو 2014، فُتش مكتب حملته الانتخابية السابق كجزء من تحقيق قضائي في اختلاس الأموال العامة وخيانة الأمانة. حيث اشتبه في اختلاسه 50 000 € من الدعم؛ لذا وُضع تحت الحراسة في 8 أبريل 2015. من جانبه، استنكر زريابي كريم ذلك الأمر واعتبره مؤامرة سياسية.